# Serpocaulon dasypleuron
Serpocaulon dasypleuron là một loài thực vật có mạch trong họ Polypodiaceae. Loài này được (Kunze) A.R. Sm. mô tả khoa học đầu tiên năm 2006.